# Каневський Леонід Ілліч
Леонід Ілліч Каневський (нар. 30 грудня 1934, Київ — 19 липня 2014, Київ) — український тренер з академічного веслування, майстер спорту (1960), Заслужений тренер УРСР (1973) та СРСР (1981). Старший брат Віктора Каневського — українського радянського футболіста та тренера.

## Біографія
Народився 30 грудня 1934 року в Києві. У 1961 році закінчив Київський інститут фізичної культури. Після цього працював тренером Київської міської ради спортивного товариства «Динамо». У 1972—1991 роках обіймав посаду державного тренера Спортивного комітету СРСР та тренера національної збірної СРСР.
Серед його учнів — Григорій Дмитренко, Віктор Кокошин, Олександр Манцевич, В. Мороз, Олександр Ткаченко, Андрій Тищенко та ін.
Помер 19 липня 2014 року. Похований на Байковому кладовищі разом з батьками[джерело?].